# Imre Zachár
Imre Zachár (Boedapest, 11 mei 1890 – 7 april 1954) was een Hongaars zwemmer en waterpolospeler.
Imre Zachár nam tweemaal deel aan de Olympische Spelen, in 1908 en 1912. In 1908 won hij een zilveren medaille op het onderdeel 4x 200 meter team relay vrije slag. In 1912 nam hij wederom deel aan dit onderdeel en zwom verder voor het Hongaars waterpolo team. Hongarije won in 1912 geen medailles in deze evenementen.